# Carl Scarborough
Carl Eugene Scarborough (Benton, 3 luglio 1914 – Indianapolis, 30 maggio 1953) è stato un pilota automobilistico statunitense.
Prese parte alla 500 Miglia di Indianapolis nel 1951 e nel 1953.
Nel 1953 si classificò dodicesimo, ma dopo la gara accusò malori che lo portarono alla morte per ipertermia, a causa di un principio d'incendio che ben presto divampò nel suo abitacolo durante un pit-stop; Scarborough fu il secondo pilota a morire quell'anno dopo Chet Miller. Venne sepolto presso il cimitero Perry Mount a Pontiac, Michigan. 
Tra il 1950 e il 1960 la 500 Miglia faceva parte del Campionato mondiale di Formula 1, per questo motivo Scarborough ha all'attivo anche 2 Gran Premi in F1.

## Risultati in Formula 1
| 1951 | Scuderia | Vettura      |  |     |  |  |  |  |  |  |  | Punti | Pos. |
| ---- | -------- | ------------ |  | --- |  |  |  |  |  |  |  | ----- | ---- |
| 1951 | McNamara | Kurtis Kraft |  | Rit |  |  |  |  |  |  |  | 0     |      |

| 1953 | Scuderia | Vettura      |  |    |  |  |  |  |  |  |  | Punti | Pos. |
| ---- | -------- | ------------ |  | -- |  |  |  |  |  |  |  | ----- | ---- |
| 1953 | McNamara | Kurtis Kraft |  | 12 |  |  |  |  |  |  |  | 0     |      |

| Legenda | 1º posto     | 2º posto | 3º posto    | A punti         | Senza punti/Non class.  | Grassetto – Pole position Corsivo – Giro più veloce |
| Legenda | Squalificato | Ritirato | Non partito | Non qualificato | Solo prove/Terzo pilota | Grassetto – Pole position Corsivo – Giro più veloce |